# José Gonçalo Correia de Oliveira
José Gonçalo da Cunha Sottomayor de Abreu Gouveia Correia de Oliveira (em grafia antiga José Gonçalo da Cunha Sottomayor d' Abreu Gouveia Corrêa d' Oliveira) GCC (Esposende, Antas, 16 de Março de 1921 — Paris, 31 de Dezembro de 1976) foi um jurista e político português. Esteve ligado à fase final do Estado Novo, exercendo funções políticas que acumulou com uma carreira na função pública e na administração de vários bancos e empresas financeiras privadas. A sua carreira política foi prejudicada pelo suspeita do seu envolvimento no escândalo Ballet Rose, acabando por não ser acusado.
Entre outras funções, foi procurador à Câmara Corporativa, Ministro de Estado Adjunto do Presidente do Conselho e Ministro da Economia.
Defendia o integracionismo protagonizado pelo Professor Fernando Pacheco de Amorim como a solução de Portugal e o ultramar, contra Adriano Moreira e o próprio Marcelo Caetano.

## Biografia
José Gonçalo da Cunha Sottomayor Correia de Oliveira nasceu na Quinta de Belinho em Antas, Esposende, a 16 de Março de 1921, filho do célebre poeta António Correia d'Oliveira.
Licenciou-se em Ciências Jurídicas na Faculdade de Direito da Universidade de Lisboa (1944), tendo iniciado a sua carreira como técnico do Conselho Técnico Corporativo (CTC) de cujo Gabinete de Estudos foi nomeado director (1948) e vice-presidente (1949).
Em 1950 assume a presidência da Comissão Superior do Comércio Externo e opera a substituição do Conselho Técnico Corporativo pela Comissão de Coordenação Económica tornando-se também seu presidente.
Foi procurador à Câmara Corporativa, entre 1953 e 1957 (VI Legislatura) por designação do Conselho Corporativo.
De 1955 a 1958 é Secretário de Estado do Orçamento. Em 1958, após a saída de Marcelo Caetano do governo, Correia de Oliveia passa a Secretário de Estado do Comércio, assumindo a política comercial de Portugal até abandonar o governo em 1969.
Correia de Oliveira e o Embaixador Ruy Teixeira Guerra gozavam de imenso prestígio na OCDE e foram os principais responsáveis por Portugal ter sido membro fundador da EFTA, Associação Europeia de Livre Comércio, em 30 de Dezembro de 1959 e ter adquirido o estatuto de membro associado da CEE, em 1962, colocando assim Portugal na senda dos mercados Europeus, o que esteve na base do período de maior crescimento económico de Portugal no século XX. Entre 1960 e 1973 o rendimento nacional por habitante cresceu a uma média superios a 6,5% ao ano.
No Verão de 1960, logo após o processo de constituição da EFTA, Correia de Oliveira foi encarregado, por Salazar, de estudar a unificação do espaço económico português (o trabalho foi entregue ao Chefe do Governo em 25 de Março de 1961).[carece de fontes?]
Foi Ministro de Estado Adjunto do Presidente do Conselho, entre 1961 e 1965, e Ministro da Economia de 1965 até 1968.
A 15 de Maio de 1961 foi agraciado com a Grã-Cruz da Ordem Militar de Cristo.
Privava com Salazar e tinha uma vida social muito activa. A sua progressão na carreira política foi prejudicada pela sua associação ao escândalo do Ballet Rose, em 1967, que envolveu figuras da alta sociedade, ligadas ao regime salazarista, numa rede de prostituição e de abuso sexual de menores, não tendo sido pronunciado judicialmente por falta de provas. Marcello Caetano não o reconduziu para o governo, e em 1969 foi escolhido para presidente do conselho de administração do Banco Fonsecas & Burnay, tendo sido exonerado em 1974, durante o PREC. Em 1976 teve de sair do país, indo viver para Paris, onde morreu a 31 de Dezembro de 1976.

## Trabalhos publicados
- Portugal e o Mercado Europeu, SNI, Lisboa, 1963